# Gamasellus dunhuaensis
Gamasellus dunhuaensis är en spindeldjursart som beskrevs av Ma 2003. Gamasellus dunhuaensis ingår i släktet Gamasellus och familjen Ologamasidae. Inga underarter finns listade i Catalogue of Life.